# Uma Mente Brilhante (livro)
Uma Mente Brilhante é um livro do gênero biografia.
Foi lançado em 1998 e conta a vida do matemático John Forbes Nash.

## Publicação
Foi publicado pela primeira vez pela editora norte-americana na Simon & Schuster, no Brasil a publicação ficou a cargo da Editora Record.